# Bjerkandera
Bjerkandera P. Karst. (szaroporka) – rodzaj grzybów z rodziny korownicowatych (Phanerochaetaceae).

## Charakterystyka
Grzyby kortycjoidalne o owocniku rocznym, rozproszonym, rozpostartym do siedzącego. Powierzchnia jasna, niestrefowana, drobnoziarniście aksamitna do owłosionej. Hymenofor rurkowaty, pory czarniawe do brązowych, wyraźnie odgraniczone od kontekstu o barwie od białej do kremowej. System strzępkowy monomityczny, strzępki ze sprzążkami, w hymenium cienkościenne, w kontekście bardziej grubościenne, w kapeluszu grubościenne. Cystyd brak. Podstawki maczugowate, 4-sterygmowe, ze sprzążką bazalną. Bazydiospory podłużne, elipsoidalne, szkliste, gładkie, cienkościenne i nieamyloidalne. Powodują białą zgniliznę drewna.
Szaroporki łatwo rozpoznać morfologicznie po dużych owocnikach i hymenoforze o barwie od szarej do czarniawej z fioletowymi odcieniami. Monomityczny system strzępkowy, gładkie bazydiospory i rodzaj zgnilizny wskazują na pokrewieństwo z Tyromyces.

## Systematyka i nazewnictwo
Pozycja w klasyfikacji: Phanerochaetaceae, Polyporales, Incertae sedis, Agaricomycetes, Agaricomycotina, Basidiomycota, Fungi (według Index Fungorum).
Synonim naukowy Myriadoporus Peck.
Polską nazwę podali Barbara Gumińska i Władysław Wojewoda w 1983 r., w piśmiennictwie mykologicznym rodzaj ten ma również inne nazwy polskie: huba, żagiew, bjerkandra.
Gatunki występujące w Polsce:
- Bjerkandera adusta (Willd.) P. Karst. 1879 – szaroporka podpalana
- Bjerkandera fumosa (Pers.) P. Karst. 1879 – szaroporka odymiona

Nazwy naukowe na podstawie Index Fungorum. Wykaz gatunków i nazwy polskie według Władysława Wojewody.